# Józef Aleksandrowicz

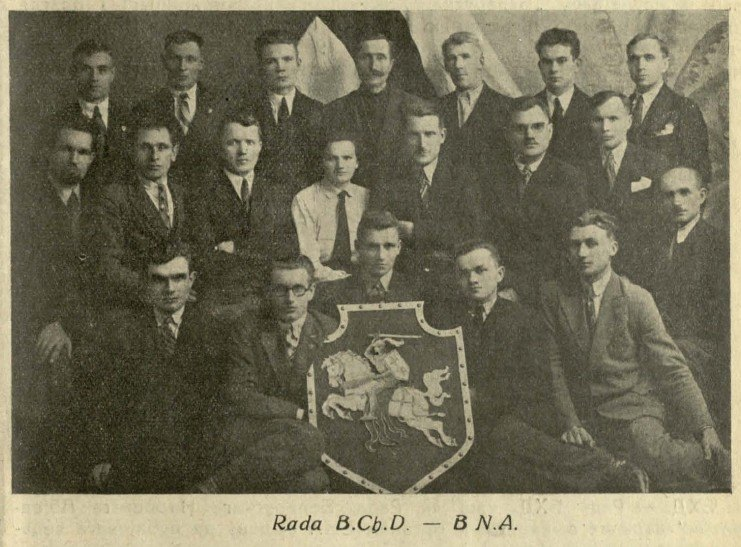
Rada BChD, Wilno, 19 lub 24 stycznia 1936 roku. Jazep Najdziuk na górze trzeci od lewej

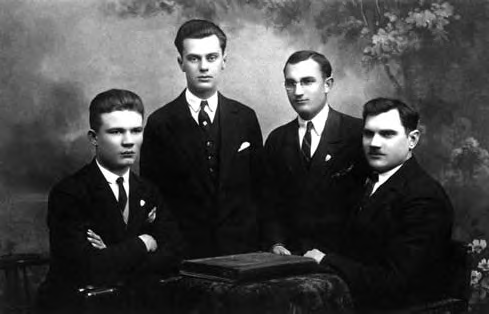
Pracownicy redakcji „Biełaruskiej Krynicy” w Wilnie. Od lewej: Jazep Najdziuk, Władysław Tarasiewicz, Marian Pieciukiewicz, Jan Poźniak.

Józef Aleksandrowicz, właśc. Jazep Najdziuk (biał. Язэп Найдзюк; ur. 12 lub 15 maja 1909 we wsi Bojdaty, powiat wołkowyski, zm. 14 lutego 1984 w Inowrocławiu) – białoruski działacz, pisarz i publicysta niepodległościowy, drukarz, członek Rady Głównej Białoruskiej Samopomocy Ludowej podczas II wojny światowej.

## Życiorys
Ukończył seminarium nauczycielskie w Wołkowysku, a następnie gimnazjum białoruskie w Wilnie. Pracował w drukarni białoruskiej im. Franciszka Skaryny w Wilnie. W latach 1926-1941 był jej dyrektorem. Jednocześnie działał w Białoruskiej Chrześcijańskiej Demokracji. Od 1929 r. do 1939 r. redagował pismo Szlach Moładzi, zamknięte przez polskie władze w sierpniu 1939 r. Jazep Najdziuk i członkowie redakcji zostali aresztowani i osadzeni w obozie w Berezie Kartuskiej. Po zajęciu wschodniej części Polski przez wojska sowieckie we wrześniu tego roku, powrócił do Wilna. Pracował w białoruskich organizacjach narodowych. W 1940 r. napisał podręcznik historii Białorusi pt. "Biełaruś uczora i siannia". Podczas okupacji niemieckiej pracował w inspektoracie szkolnym w Mińsku. Jednocześnie był kierownikiem technicznym Wydawnictwa Podręczników Szkolnych i Literatury dla Młodzieży. Publikował artykuły w różnych mińskich gazetach. Był członkiem Rady Głównej Białoruskiej Samopomocy Ludowej. Latem 1944 r. ewakuował się do Niemiec. Po zakończeniu wojny przyjechał do Polski, gdzie zamieszkał w Inowrocławiu pod fałszywym nazwiskiem Józef Aleksandrowicz. Był dyrektorem jednej z drukarni. Napisał książkę pt. "Inowrocław i okolice". Nawiązał kontakty z emigracyjnymi organizacjami białoruskimi poprzez swojego brata Czesława Najdziuka, który mieszkał w Stanach Zjednoczonych. Pisał artykuły do prasy związanej z nimi. Na początku lat 60. napisał rękopis książki pt. "Paznavajma historyju biełaruskaha narodu".
W 2004 r. w 20. rocznicę śmierci J. Najdziuka władze miejskie Inowrocławia odsłoniły pamiątkową tablicę na murach drukarni, w której pracował, a także w Kościele św. Józefa. Ponadto odbyła się sesja popularnonaukowa pt. "Józef Aleksandrowicz – Jazep Najdziuk (1909-1984). Osoba i dzieło".